# Gryon xanthosoma
Gryon xanthosoma är en stekelart som beskrevs av Lubomir Masner 1983. Gryon xanthosoma ingår i släktet Gryon och familjen Scelionidae. Inga underarter finns listade i Catalogue of Life.